# Tunnelen (film fra 1935)
 For alternative betydninger, se Tunnelen. (Se også artikler, som begynder med Tunnelen)
Tunnellen, også kendt som The Transatlantic Tunnel, er en 1935 britisk science fiction film baseret på romanen Der Tunnel af Bernhard Kellermann fra 1913, om opførelsen af en transatlantisk tunnel mellem New York og London. Filmen blev instrueret af Maurice Elvey og spillet af Richard Dix, Leslie Banks, Madge Evans, Helen Vinson, C. Aubrey Smith og Basil Sydney. Manuskriptet er skrevet af Curt Siodmak, L. du Garde Peach og Clemence Dane. Filmen, der blev produceret på et tidspunkt, hvor trusselen om krig tårnede sig op i Europa, understregede det internationale samarbejde mellem USA og Det Forenede Kongerige.